# Strana personificazione
Strana personificazione (Strange Impersonation) è un film del 1946 diretto da Anthony Mann.

## Trama
Uno dei componenti della nuova sostanza anestetica messa a punto dalla chimica Nora Goodrich ha la tendenza, in determinate condizioni, ad esplodere, ma per il resto il composto è sicuro: solo, non si sa quali possano essere gli eventuali effetti collaterali una volta somministrato, in particolare quali stati mentali, od onirici, possano venir indotti nel paziente. Per questo motivo Nora decide di testare il prodotto su se stessa, nella propria casa newyorkese. Prima di giungervi, appena uscita dal laboratorio le accade di colpire con l'auto di cui è alla guida, in modo in ogni caso leggerissimo, tale Jane Karaski. Sul posto è presente l'insistente avvocato J. W. Rinse che si propone – peraltro inascoltato -  come assistente, dicendosi esperto di tali incidenti. Dopo aver accompagnato l'illesa Jane alla sua residenza, Nora va a casa e, assistita dalla sua aiutante Arline Cole, dosa e si inietta l'anestetico. Quando Nora si addormenta, Arline provoca intenzionalmente l'esplosione, che dà luogo ad un incendio. L'arrivo inaspettato del fidanzato di Nora, il dottor Stephen Lindstrom, fa sì che si eviti il peggio.
Ma Nora finisce all'ospedale, e il suo volto – coperto da bende - è sfigurato dalle ustioni. Durante il periodo di degenza della donna, Arline fa di tutto – con menzogne e sotterfugi – per rompere il legame fra Nora e Stephen, che vuole conquistare per sé, non certo per amore ma per sfruttare a proprio vantaggio la crescente fama che arride al dottore. E ci riesce: mentre Stephen non si capacita del rifiuto che la donna le oppone, Nora viene invece convinta dalla macchinatrice Arlene a rompere il legame col pur amato dottore.
Quando Nora viene dimessa, le fa visita a casa Jane Karaski che, sobillata dall'intrigante J. W. Rinse, è convinta di poter estorcere alla donna una forte somma di denaro, fingendo in sede legale di aver subito pesanti danni a seguito del piccolo incidente. Ma – evidentemente impaziente di realizzare qualche introito – Jane, a mano armata, intanto deruba Nora dei gioielli e di altri beni presenti in casa, che si ficca in tasca, e le sfila l'anello di fidanzamento di diamante. Ne nasce una colluttazione, sul balcone: mentre un colpo viene esploso Jane precipita al suolo dal piano alto del grattacielo. Il cadavere, irriconoscibile, viene identificato come quello di Nora, poiché si riconosce l'anello, e si ritrovano su di esso alcuni documenti di Nora: pare una disgrazia, o un suicidio. Ma la polizia, in seguito, appura – rinvenendo un proiettile nel corpo della deceduta – che si è trattato di omicidio.
Nora, alla quale erano rimasti i documenti identificativi di Jane, si reca a Los Angeles e si sottopone a lunghe ed elaborate operazioni di chirurgia plastica fino ad assumere, per quanto possibile, i connotati di Jane Karaski, della quale intende assumere l'identità per iniziare una nuova vita. Poi, appreso che Stephen e Arline – riuscita infine nel suo intento - si sono sposati, torna a New York: indaga e appura del tradimento di Arline, ma – più importante – riallaccia (sotto il nome di Jane Karaski) il rapporto amoroso con Stephen, che nel frattempo la moglie ha lasciato.
Nora/Jane e Stephen, all'aeroporto, stanno per partire per la Francia, dove il dottore ha ottenuto un nuovo prestigioso incarico: guidati da J. W. Rinse, che si aspetta di intascare la taglia, i poliziotti arrestano colei che conoscono come Jane e la accusano dell'omicidio di Nora. Gli indizi e le testimonianze concorrono nel condannarla, e Nora, dopo duri interrogatori, capisce di non riuscire a convincere nessuno della vera sua vicenda. Si accascia al suolo.
Nora, passato l'effetto dell'anestetico, si risveglia a casa sua, e con il suo proprio volto, assistita da Stephen, che nel frattempo ha sostituito Arline nel monitorare l'esito – totalmente positivo – dell'esperimento del nuovo farmaco.